# Hrabstwo Jones (Georgia)

Piramida wieku hrabstwa

Hrabstwo Jones (ang. Jones County) – hrabstwo w stanie Georgia w Stanach Zjednoczonych. Jego siedzibą administracyjną jest miasto Gray.
Powstało w 1807 roku. Jego nazwa powstała od nazwiska Jamesa Jonesa (1769–1801), kongresmena Stanów Zjednoczonych.

## Geografia
Według spisu z 2000 obszar całkowity hrabstwa obejmuje powierzchnię 1020 km², z czego 1016 km² stanowią lądy, a 4 km² stanowią wody.

### Sąsiednie hrabstwa
- Hrabstwo Jasper – północ
- Hrabstwo Putnam – północny wschód
- Hrabstwo Baldwin – wschód
- Hrabstwo Twiggs – południowy wschód
- Hrabstwo Wilkinson – południowy wschód
- Hrabstwo Bibb – południe
- Hrabstwo Monroe – zachód

### Miejscowości
- Blountsville
- Bradley
- Clinton
- Fortville
- Gray
- Haddock
- Round Oak
- Wayside

## Demografia
Według spisu z 2020 roku liczy 28,3 tys. mieszkańców, co oznacza spadek o 1,1% w porównaniu z poprzednim spisem z roku 2010. Według danych pięcioletnich z 2021 roku 71,8% to biali (70,1% nie licząc Latynosów), 25,6% czarnoskórzy lub Afroamerykanie, 1,6% miało rasę mieszaną, 0,6% Azjaci i 0,4% to rdzenna ludność Ameryki. Latynosi stanowili 2,3% populacji hrabstwa.

## Religia
Krajobraz religijny hrabstwa zdominowany jest przez protestanckie wspólnoty baptystów i metodystów. Największą grupą spoza protestantyzmu w 2020 roku byli mormoni, którzy stanowili 2% populacji. 

## Polityka
Hrabstwo jest przeważająco republikańskie, gdzie w wyborach prezydenckich w 2020 roku, 66,5% głosów otrzymał Donald Trump i 32,7% przypadło dla Joe Bidena. 